# ABCA4
ABCA4 es un gen humano que  se encuentra situado en el brazo corto del cromosoma 1 (1p22), entre las bases 94.458.392  y  94.586.704, codifica una proteína del mismo nombre que pertenece a la familia de las ATPasa y se localiza en las células fotorreceptoras de la retina. La proteína ABCA4 tiene importantes funciones en la fototransducción -proceso mediante el cual los impulsos luminosos que llegan al ojo se transforman en señales eléctricas que posteriormente son transmitidas al cerebro a través del nervio óptico-. Las mutaciones que afectan al gen ABCA4 provocan la enfermedad de Stargardt, una forma de ceguera hereditaria que comienza a manifestarse en la infancia o adolescencia. También se han observado alteraciones en la secuencia del gen en la distrofia de conos y bastones.